# Villeneuve (Vaud)
Villeneuve é uma comuna da Suíça, situada no distrito de Aigle, no cantão de Vaud. Tem 32,04 km² de área e sua população em 2018 foi estimada em 5 767 habitantes.